# Sukaraja (Buay Madang)
Sukaraja is een bestuurslaag in het regentschap Ogan Komering Ulu van de provincie Zuid-Sumatra, Indonesië. Sukaraja telt 4439 inwoners (volkstelling 2010).